# Difilo
Difilo (in greco antico: Δίφιλος?, Díphilos; Sinope, IV secolo a.C. – Smirne, III secolo a.C.) è stato un poeta greco antico  contemporaneo di Menandro.
La maggior parte delle sue commedie furono scritte e rappresentate ad Atene, ma condusse una vita errante.

## Biografia
Nato a Sinope, come attesta Strabone, e fratello del comico Diodoro di Sinope, fu in intimi rapporti con la famosa cortigiana Gnatena.
Ottenne una vittoria alle feste Lenee, come testimonia un'iscrizione greca che elenca come vincitori, prima di lui, Menandro, Filemone di Siracusa e Apollodoro di Gela. Talvolta recitava anche in alcuni dei suoi lavori.

## Opere
Lo stile di Difilo, a giudicare dalle testimonianze e dai frammenti, era semplice e naturale, e il suo linguaggio in buon dialetto attico; era molto attento alla costruzione dei versi, e si suppone che avesse inventato un nuovo metro.
Gli antichi erano indecisi se classificarlo tra gli scrittori della Commedia nuova o di quella di mezzo: in effetti, la sua predilezione per i soggetti mitologici (Ercole, Teseo), e con la sua introduzione sul palco (con un audace anacronismo) dei poeti Archiloco e Ipponatte come rivali di Saffo, lo avvicinava allo spirito di quest'ultima.
I titoli delle commedie di Difilo a noi pervenuti nelle fonti sono: Adelphoi ("Fratelli"), Agnoia ("Ignoranza"), Airesiteiches, Aleiptria ("La massaggiatrice"), Amastris ("Amastri"), o Ateneo, Anagyros, Anasozomenoi ("Gli uomini salvati"), Aplestos ("Insaziabile"), Apobates, Apolipousa, Balaneion, Boiotios ("L'uomo di Beozia"), Chrysochoos  ("L'orafo"), Gamos  ("Matrimonio"), Danaides ("Le figlie di Danao"), Diamartanousa, Elaion o Phrourountes, Emporos  ("Il mercante"), Enagizontes, Enkalountes ("Accusatori"), Epidikazomenos, Epikleros  ("L'ereditiera"), Epitrope, o Epitropeus, Hecate ("Ecate"), Helenephorountes, Helleborizomenoi, Herakles ("Ercole"), Heros ("L'eroe"), Kitharodos, Kleroumenoi, Lemniai ("La donna di Lemno"), Mainomenos ("Matto"), Mnemation  ("Piccola tomba"), Onagros  ("Asino selvaggio"), Paiderastai  ("I pederasti"), Pallake  ("La concubina"), Parasitos  ("Il parassita"), Peliades ("Le figlie di Pelia"), Philadelphos , Phrear, Pithraustes (probabilmente Tithraustes), Plinthophoros, Polypragmon, Pyrrha, Sappho ("Saffo"), Sikelikos ("Il siciliano," probabilmente di Filemone), Schedia, Synapothneskontes, Syntrophroi, Synoris, Telesias, Thesauros ("Il tesoro"), Theseus, Zographos  ("Il pittore").
A giudicare dalle imitazioni di Plauto (Casina dai Κληρούμενοι, Asinaria dall'Ὀναγός, Rudens da qualche altra opera), era molto abile nella costruzione delle sue trame. Terenzio ci dice anche che avesse introdotto negli Adelphoe una scena dei Συναποθνήσκοντες, che era stata omessa da Plauto nel suo adattamento (Commorientes) della medesima opera.